# Full Power Spirit
Full Power Spirit (także: FPS) – polska grupa muzyczna wpisująca się w nurt muzyki chrześcijańskiej, tworzący głównie w stylu hip-hop.
Zespół został założony w Białej Podlaskiej w 2001 roku przez Mirosława Kirczuka (Miras), Marka Dzyra (Dzyrooo) i Piotra Chazana (Picia). Zespół występował trzykrotnie (2004, 2006, 2008) na największym w Europie Wschodniej festiwalu muzyki tworzonej przez chrześcijan: Międzynarodowym Festiwalu Song of Songs w Toruniu oraz w studiu imienia Agnieszki Osieckiej grając koncert, który został wyemitowany przez 3 Program Polskiego Radia. Zespół koncertował także poza granicami Polski: w Niemczech (podczas Światowych Dni Młodzieży), w Austrii na Europejskim Spotkaniu Młodych w Mariazell, w Bułgarii oraz w Belgii.
Zespół w trakcie swojej kariery współpracował m.in. z takimi muzykami jak Mateusz Pospieszalski, Piotr Nazaruk, Piotr Baron, Marcin Pospieszalski, Grzegorz Piotrowski.
Ich piosenka „Nieśmiertelni” została wykorzystana w filmie Popiełuszko. Wolność jest w nas.

## Dyskografia
- Hip-hop Dekalog (29 listopada 2004, Wydawnictwo Salezjańskie)[6]
- 8 Błogosławieństw (10 grudnia 2008, Emerald Records)[7]